# Jung-gu, Incheon
Jung-gu (Hán Việt: Trung khu) là một quận của thành phố Incheon, Hàn Quốc. quận bao gồm cả đảo Yeongjong và Yongyu.
Bệnh viện đại học Inha nằm tại Shinheung-dong.

## Phân cấp hành chính
- Sinpo-dong (chia thành Jungang-dong 1 -4 Ga, Haean-dong 1 -4 Ga, Gwandong 1 -3 Ga, Songhak-dong 1 -3 Ga, Sadong, Sinsaeng-dong, Dapdong, Sinpo-dong, Hangdong 1 -6 Ga và một số phần của Hangdong 7-ga)
- Yeonan-dong (chia thành một số phần của Hangdong 7-ga và Bukseong-dong 1-ga)
- Bukseong-dong (chia thành Bukseong-dong 2 và 3 Ga, một số phần của Bukseong-dong 1-ga và Seollin-dong)
- Sinheung-dong (chia thành Sinheung-dong 1 -3 Ga và Seonhwa-dong)
- Yulmok-dong (chai thành Yulmok-dong và Yudong)
- Dong Incheon-dong (chia thành Naedong, Gyeongdong, Yongdong, Inhyeon-dong, và Jeondong)
- Yeongjong-dong, đảo Yeongjong (chia thành Jungsan-dong, Unnam-dong, Unbuk-dong và Unseo-dong)
- Yongyu-dong, Yongyu Island (chia thành Eurwang-dong, Nambuk-dong, Deokgyo-dong và Muui-dong)
- Songwol-dong 1 -3 Ga
- Dowon-dong